# ГАЗ-М-72
ГАЗ-М-72 — легковий автомобіль підвищеної прохідності, що серійно виготовлявся на Горьківському автомобільному заводі у 1955—1958 рр, перший у світі повноприводний фастбек у серійному виробництві. Всього було виготовлено 4677 екземплярів (1955 р. — 1525 авт., 1956 р. — 1151 авт., 1957 р. — 2001 авт. 1958 р. — офіційна дата завершення виробництва). Повнопривідний легковик був виконаний на базі кузова ГАЗ-М-20 "Победа" та агрегатів ГАЗ-69 з суттєвими змінами (у «чистому вигляді» від ГАЗ-69 була взята тільки роздавальна коробка).

## Історія
У повоєнні роки з відходом морально застарілого ГАЗ-61 і запуском у виробництво ГАЗ-М-20 «Победа» було піднято питання про створення нового комфортабельного легкового автомобіля підвищеної прохідності.
Позашляховик, що отримав назву ГАЗ-М-72, був створений на базі кузова «Побєди» й агрегатів армійського всюдиходу ГАЗ-69. Від ГАЗ-М20 «Побєда» для цього автомобіля були взяті лише зовнішні кузовні панелі та тримальний каркас кузова, який був видозмінений і додатково посилений.
Для розміщення роздавальної коробки довелося відмовитися від поперечного коробчастого підсилювача кузова, а також від поздовжнього підсилювача — закритого тунелю карданної передачі, які були властиві кузову ГАЗ-М20 «Побєда». Для компенсації цих відсутніх силових елементів, а також збільшення поздовжньої і поперечної жорсткості кузова в цілому, в його конструкцію було введено 14 додаткових підсилювачів днища, лонжеронів, дверних стійок і даху. На відміну від ГАЗ-М20 «Побєда», у М-72 була абсолютно нова підмоторна рама, розрахована на кріплення ресорної підвіски переднього моста.
Ресори М-72 відрізнялись від ресор ГАЗ-69, оскільки підбирались під іншу (підресорену) масу та інакший розподіл маси між осями. Для збільшення плавності ходу (зменшення жорсткості ресор) довжину усіх ресор збільшили. Крім того в задніх ресорах прибрали один лист, а у передніх навпаки, додали. В задній підвісці з'явився стабілізатор поперечної стійкості. Колія переднього моста була меншою, ніж у ГАЗ-69 через вкорочення картера ведучого (і керованого) моста. Відповідно встановлювались дещо змінені кермові тяги.

## Галерея

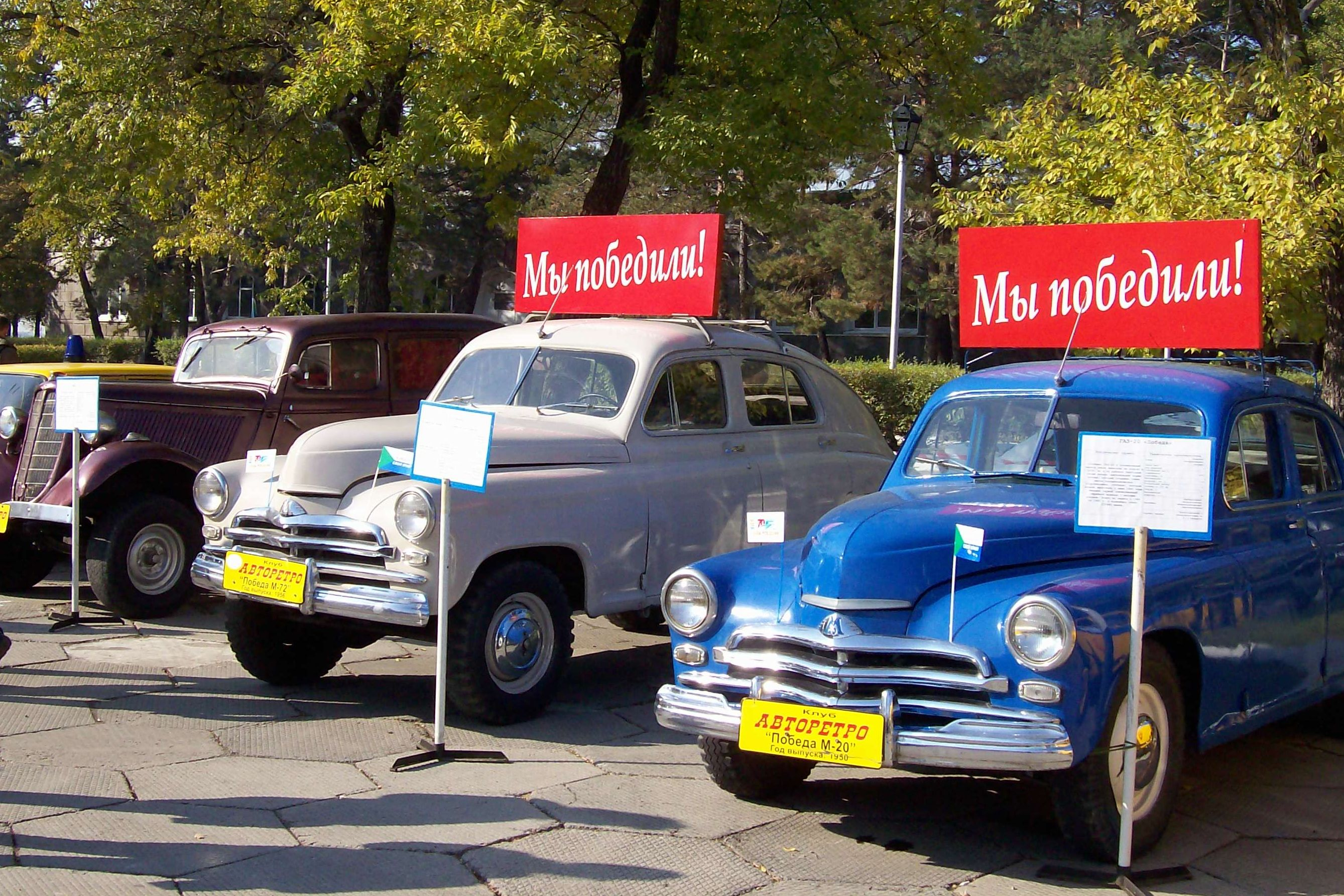
ГАЗ-М-72 (ліворуч) i ГАЗ-М-20 «Победа» (праворуч)
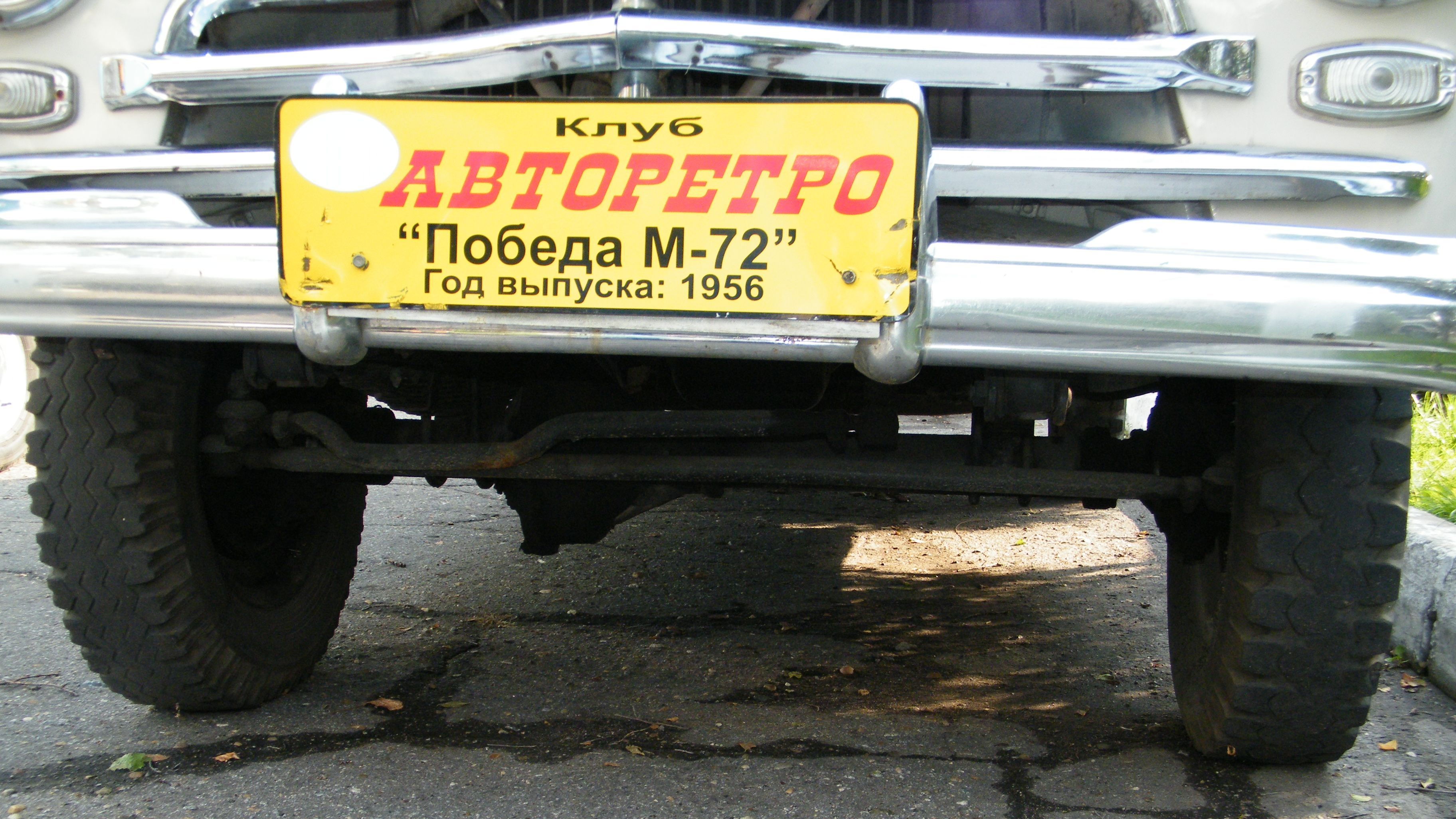
ГАЗ-М-72, передній ведучий міст
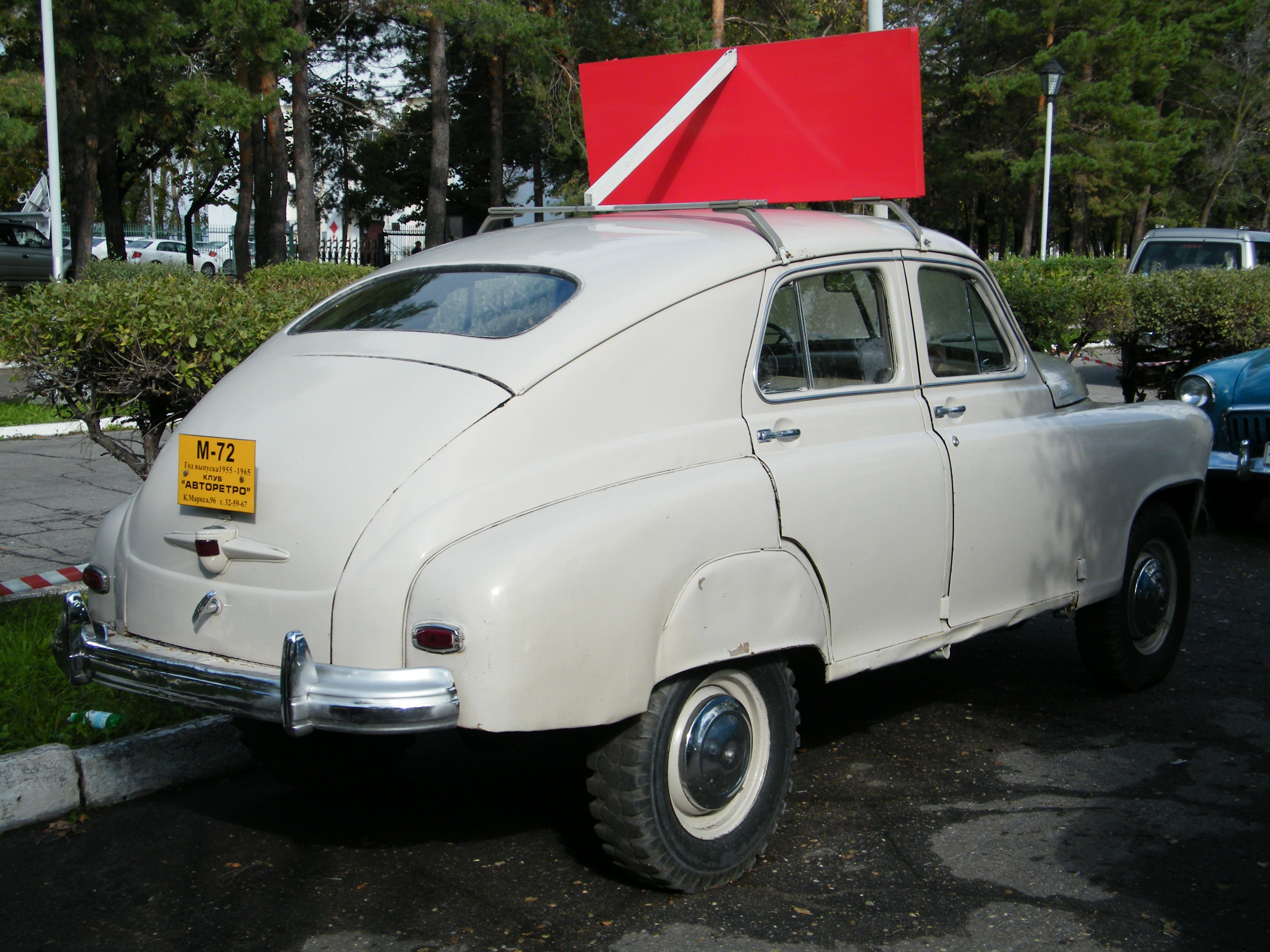
Задня колісна арка прикрита щитком, що відсутнє у «Побєди»
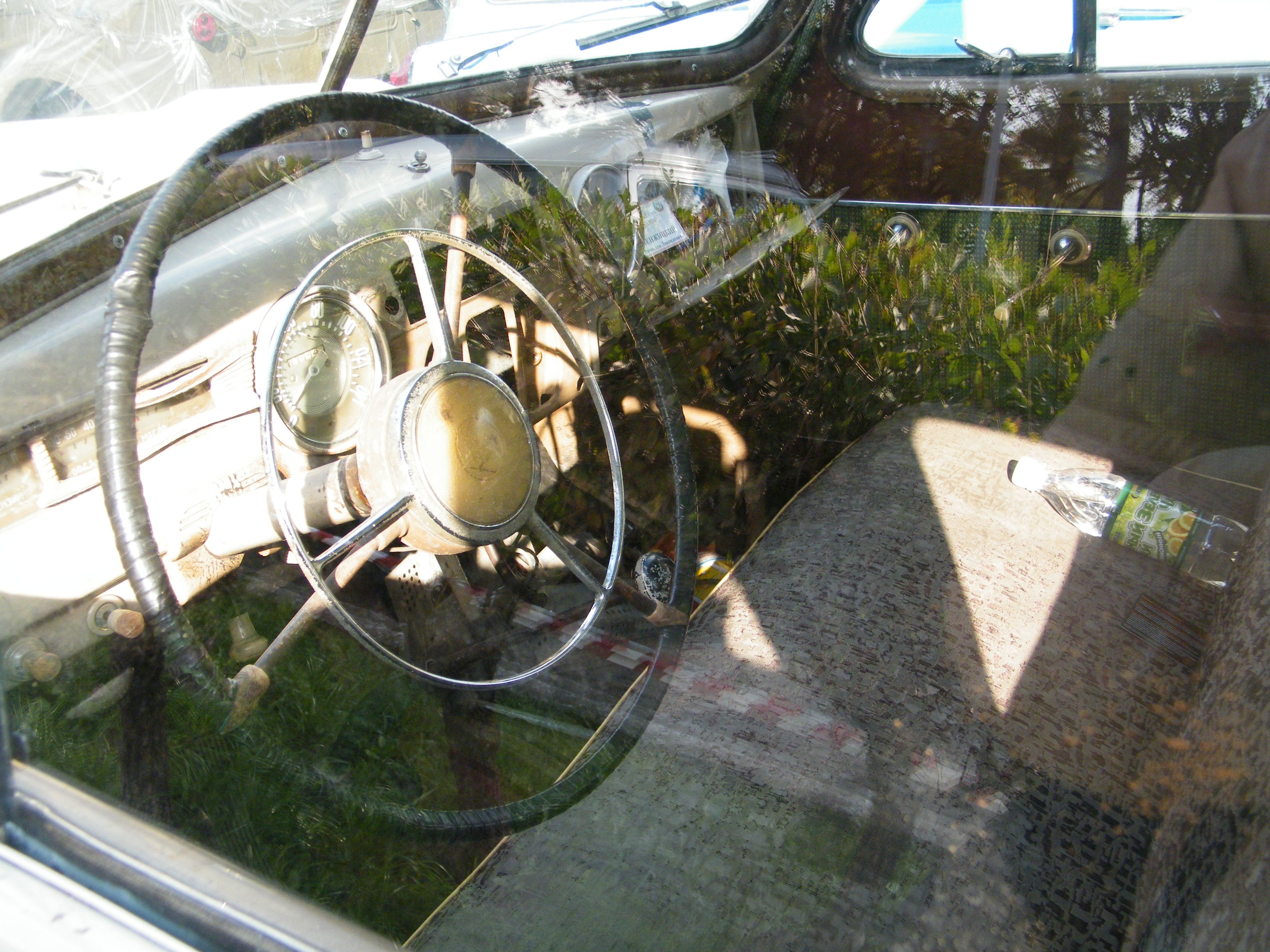
ГАЗ-М-72, місце водія